# Leping
Leping (乐平市S, LèpíngP) è una città-contea della Cina, situata nella provincia di Jiangxi e amministrata dalla prefettura di Jingdezhen.